# 道格拉斯 (伊利諾伊州聖克萊爾縣)
道格拉斯（英語：Douglas）是位於美國伊利諾伊州聖克萊爾縣的一個非建制地區。該地的面積和人口皆未知。

## 地理
道格拉斯的座標為38°25′28″N 89°58′57″W / 38.42444°N 89.98250°W，而該地的平均海拔高度為142米（即466英尺）。